# Индепенденс (Луизијана)
Индепенденс (енгл. Independence) град је у америчкој савезној држави Луизијана.

## Демографија
По попису из 2010. године број становника је 1.665, што је 59 (-3,4%) становника мање него 2000. године.
| Група             | 2000.         | 2010.       |
| Белци             | 1.045 (60,6%) | 867 (52,1%) |
| Афроамериканци    | 625 (36,3%)   | 670 (40,2%) |
| Азијати           | 13 (0,8%)     | 27 (1,6%)   |
| Хиспаноамериканци | 24 (1,4%)     | 73 (4,4%)   |
| Укупно            | 1.724         | 1.665       |